# Nguyễn Cao Phúc
Nguyễn Cao Phúc (sinh năm 1970) là đại biểu Quốc hội Việt Nam khóa 13, thuộc đoàn đại biểu Quảng Ngãi.